# Bedã
Bedã (em hebraico:  בדן) é nomeado como um dos libertadores dos israelitas no Primeiro Livro de Samuel, capítulo 12, versículo 11.
Ele não é mencionado em outros lugares como juiz de Israel. O bispo Simon Patrick e outros (incluindo o Talmude) levantam a hipótese de que o nome seja uma contração de ben Dan ("o filho de Dã"), com o qual eles supõem que Sansão se destina, como diz o Targum. A Septuaginta, Siríaca e Árabe, no entanto, se referem ao nome como Baraque, em vez de Bedã; e as duas últimas versões listam nesse versículo Sansão como o último libertador dos israelitas, em vez de Samuel. Essas leituras são adotadas por Charles François Houbigant e parecem genuínas, pois não é provável que Samuel se enumere. As letras que formam Bedã (בדן) e Baraque (ברף) no hebraico são muito parecidas, e um escriba pode facilmente ter escrito uma para a outra, e o erro pode ter sido perpetuado.
Bedã é o nome de um descendente de Manassés no Primeiro Livro de Crônicas, capítulo 7, versículo 17.